# Linia kolejowa Ługa – Batieckij
Linia kolejowa Ługa – Batieckij – linia kolejowa w Rosji łącząca stację Ługa I ze stacją Batieckaja. Zarządzana jest przez region petersbursko-witebski Kolei Październikowej (część Kolei Rosyjskich). 
Linia położona jest w obwodach leningradzkim i nowogrodzkim. Na całej długości jest niezelektryfikowana i jednotorowa.